# Bjordal
Bjordal är en kyrkby i Høyangers kommun i Vestland fylke i västra Norge. Byn ligger vid fylkesväg 5442, på södra sidan av Fuglsetfjorden, en sydlig arm av Sognefjorden. Här finns Bjordals kyrka.